# فرودگاه بین‌المللی رتروا
فرودگاه بین‌المللی رتروا (به انگلیسی: Rotorua International Airport) یک فرودگاه همگانی مسافربری با کد یاتا ROT است که یک باند فرود آسفالت دارد و طول باند آن ۱۷۶۲ متر است. این فرودگاه در کشور نیوزلند قرار دارد و در ارتفاع ۲۸۵ متری از سطح دریا واقع شده است.

## شرکت‌های هواپیمایی و مقصدهای پروازی
| شرکت‌های هواپیمایی                             | مقصدهای پروازی               |
| --------------------------------------------- | ---------------------------- |
| ایر نیوزلند لینک اجرا توسط ایر نلسون          | اوکلند، ولینگتون             |
| ایر نیوزلند لینک اجرا توسط Mount Cook Airline | کرایست‌چرچ                    |
| Flight Hauraki                                | آردمور                       |
| سان‌ایر                                        | گیسبورن، آبی نورث شور وانگری |
| Tauck Tours اجرا توسط الیانس ایرلاینز         | چارتر: اوکلند، کوئینزتاون    |